# Fanjeaux
Fanjeaux (okzitanisch: Fanjaus) ist eine südfranzösische Gemeinde mit 886 Einwohnern (Stand 1. Januar 2022) im Département Aude in der Region Okzitanien.

## Lage
Fanjeaux liegt auf einem Hügel im Südosten der Landschaft des Lauragais, etwa 82 Kilometer (Fahrtstrecke) in südöstlicher Richtung von Toulouse entfernt. Etwa 20 Kilometer nordwestlich liegt Castelnaudary. Bis nach Carcassonne sind es etwa 19 Kilometer in östlicher Richtung.

## Bevölkerungsentwicklung
| Jahr      | 1968 | 1975 | 1982 | 1990 | 1999 | 2008 | 2016 |
| Einwohner | 776  | 748  | 778  | 775  | 770  | 776  | 831  |

Im Mittelalter war Fanjaux eine wichtige Stadt mit etwa 3000 Einwohnern. Am Vorabend der Französischen Revolution zählte der Ort immer noch ca. 2000 Einwohner.

## Wirtschaft
Wie in den meisten Orten des Lauragais (auch Pays de la Cocagne = ‚Schlaraffenland‘ genannt) spielte der Anbau, die Weiterverarbeitung und der Handel von Färberwaid (pastel) im späten Mittelalter und in der frühen Neuzeit eine wichtige Rolle im Wirtschaftsleben der wohlhabenden Stadt. Doch bereits im 18. Jahrhundert wurde der Anbau von pastel aufgegeben – es war durch den – aus der vorwiegend in den amerikanischen Kolonien angebauten Indigopflanze gewonnenen – neuen Farbstoff Indigo allmählich vom Markt verdrängt worden. Seitdem mussten sich die Bauern im Lauragais wieder von Getreide (Weizen, Mais, Sonnenblumen) und ein wenig Viehzucht (Schafe) ernähren.
Fanjeaux hat Anteil am Weinbaugebiet Malepère, welches Rot- und Roséweine mit geschützter Herkunftsbezeichnung (AOC) hervorbringt.

## Geschichte
Der Name der Gemeinde ist wahrscheinlich herzuleiten vom lateinischen Begriff Fanum Jovis, was auf Jupiter und somit auf antike Ursprünge verweist. Im 12. Jahrhundert befand sich an der Stelle der späteren Stadt eine befestigte Siedlung (castrum), deren Einwohner sich größtenteils zum Katharerglauben bekannten. Im Jahr 1193 unterhielt Guilhabert de Castres, der spätere Katharerbischof von Toulouse, hier ein offenes Haus für seine Glaubensbrüder.

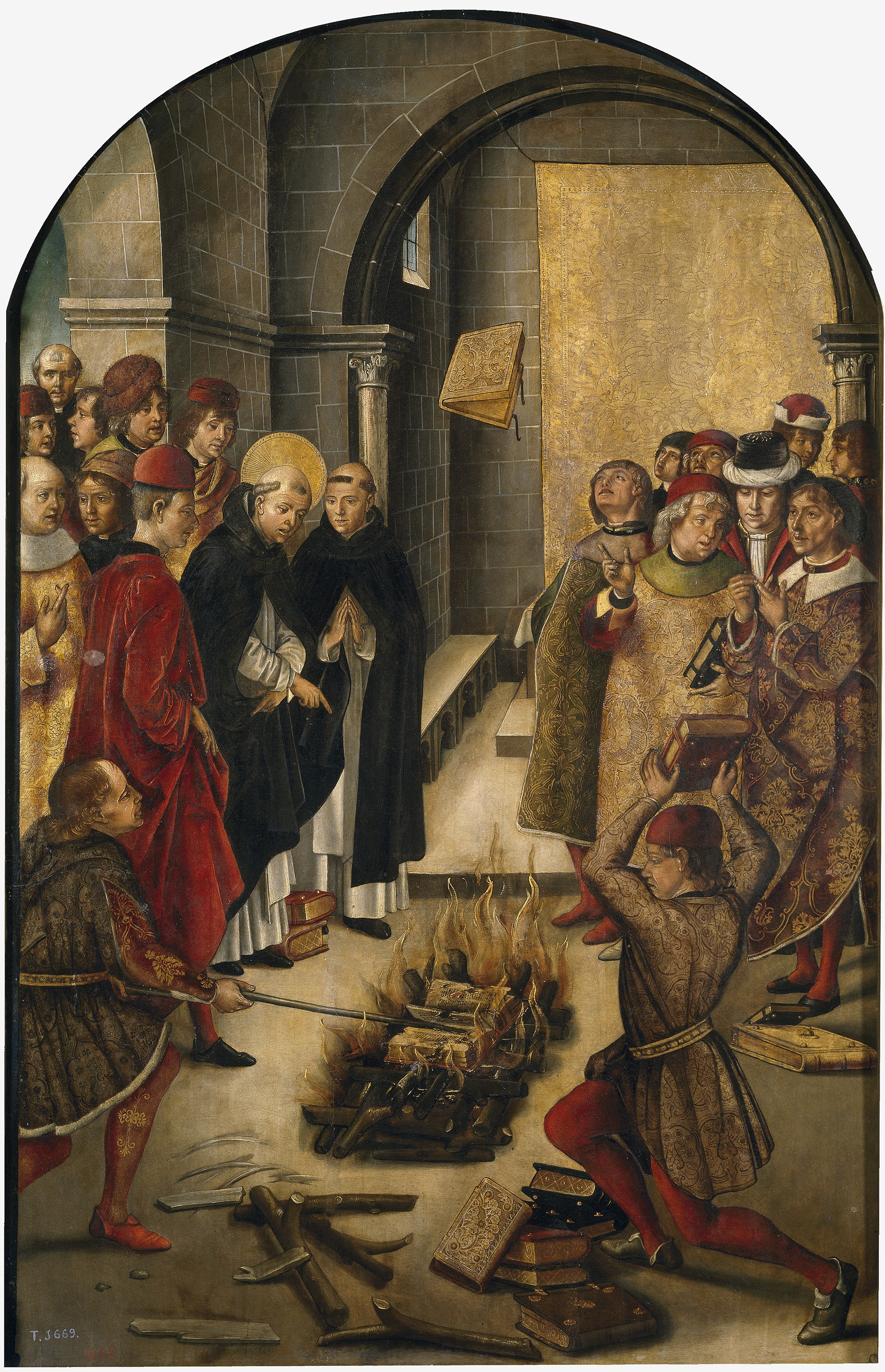
Pedro Berruguete – Gottesurteil bzw. Feuerwunder von Fanjeaux (um 1490); im Hintergrund links stehen Dominikus (mit Heiligenschein) und ein Begleiter

Als Befürworter einer intellektuellen und spirituellen Auseinandersetzung mit dem Katharerglauben gründete der spanische Adlige Domingo de Guzman, der spätere Hl. Dominikus, der zusammen mit seinem Bischof Diego de Acebo im Süden Frankreichs unterwegs war, im Jahr 1206 ganz in der Nähe von Fanjaux bei Prouille sein erstes Kloster für bekehrte Katharerinnen, das im Jahre 1283 über 160 fromme Frauen beherbergte.
Fanjaux selbst gilt – einer in leicht abgewandelten Fassungen überlieferten Legende zufolge – als Ort eines Wunders bzw. eines Gottesurteils: Dominikus sollte auf Bitten der anwesenden Katharer seine Argumente gegen deren Glauben auf ein Blatt Papier schreiben; dieses übergab er den katharischen Anwesenden, die mit ihm diskutiert hatten. Man warf es ins Feuer mit den Worten: ‚Wenn deine Argumente richtig sind, wird der Zettel nicht verbrennen‘ – er verbrannte nicht…. Daraufhin schrieben sie ihre Argumente für den Katharerglauben ebenso auf ein Blatt Papier und warfen es in dasselbe Feuer – zweimal blieb es unversehrt; beim dritten Mal flog es hoch in die Luft und setzte einen hölzernen Balken des Dachgestühls in Brand…. Ob die Legende noch zu Lebzeiten von Dominikus entstand, ist unbekannt. Jedenfalls betrachtete man sie als unheilvolles Zeichen für die alles in Brand setzende und zerstörerische Kraft des Katharerglaubens bzw. von sektiererischen Glaubenslehren im Allgemeinen. Dominikus hielt sich noch mehrmals kurz in Fanjeaux auf, wo dann im 14. Jahrhundert auch ein Mönchskloster gegründet wurde.
Während des Albigenserkreuzzugs (1209–1229) war Fanjeaux zeitweise (1209–1214) Hauptquartier Simon de Montforts, des Anführers des Kreuzritterheeres. Im Hundertjährigen Krieg (1347–1463) wurde der Ort von den Truppen des ‚Schwarzen Prinzen‘ Edward of Woodstock zerstört (1355). Nach dem Wiederaufbau erlebte er seine Blütezeit im ausgehenden Mittelalter und in der frühen Neuzeit durch den Anbau von Färberwaid (pastel). Die Stadt schützte ihren Wohlstand durch eine Stadtbefestigung (remparts) mit 14 Türmen und einem vorgelagerten Graben. Vier der 14 Türme waren im Jahr 1821 noch vorhanden.

## Sehenswürdigkeiten
- Die Église Notre-Dame de l’Assomption. ist die Pfarrkirche von Fanjeaux und wurde – der Überlieferung zufolge – im ausgehenden 13. Jahrhunderts an der Stelle des ehemaligen Jupiterheiligtums errichtet. Es ist eine einschiffige gotische Kirche mit hölzernem Dachstuhl im Langhaus sowie mit sechs rippengewölbten Seitenkapellen und einer – ebenfalls rippengewölbten – Apsis. Im Innern der Kirche wird noch der angekohlte Balken des Feuerwunders gezeigt.
- In der Nähe der Kirche wurde im 13. Jahrhundert ein Kreuz aufgestellt, dass ursprünglich an der Stelle des Feuerwunders stand. Auf der einen Seite zeigt es in der Mitte eine segnende Hand; die andere Seite zeigt ein Lamm Gottes (Agnus Dei).
- Die Gebäude des Dominikanerklosters (Cloître des Dominicains) geht auf eine Schenkung aus dem 14. Jahrhundert zurück. Die heutige Kirche ist jedoch ein Jahrhundert jünger; sie ist einschiffig mit einem geraden Chorschluss und mit Seitenkapellen. Vom einfachen – aus Ziegelstein gemauerten – Kreuzgang ist nur der Westflügel erhalten; der ehemalige Kapitelsaal ist zu einer Kapelle umgewandelt worden. In einer Ecke des Kreuzgangs befinden sich die Ruinen des Gebäudes, in dem sich das Feuerwunder abgespielt haben soll.
- Im sogenannten Maison St-Dominique. soll der Prediger bei seinen wiederholten Aufenthalten in Fanjeaux gewohnt haben. Es hat einen – später veränderten – Kamin aus dem 13. Jahrhundert.
- Südlich der Kirche – inmitten des Hauptplatzes – steht eine auf Holzstützen ruhende Markthalle (halle) aus dem 18. Jahrhundert, die auch bei Dorffesten etc. genutzt wurde.
- Der Le Seignadou. (= ‚Kreuzzeichen‘) genannte Aussichtspunkt bietet schöne Blicke über die umgebende Landschaft.
- Das – nach der vollständigen Zerstörung während der Revolutionsjahre – im 19. Jahrhundert (1857–1878) nach Plänen des Dominikaners Lacordaire neu erbaute Dominikanerinnenkloster Prouille liegt etwa 2,5 Kilometer nordwestlich. Die zugehörige quadratische Emporenkirche wurde erst 1886 in romanisch-byzantinischem Stil erbaut. Etwa 30 Nonnen vom Orden der  Dominicaines enseignantes du Saint Nom de Jésus leben in dem Kloster.

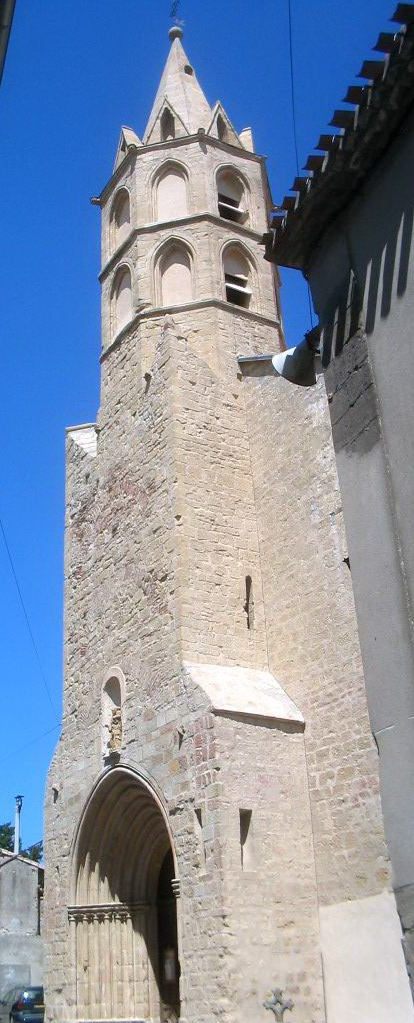
Kirche Notre-Dame
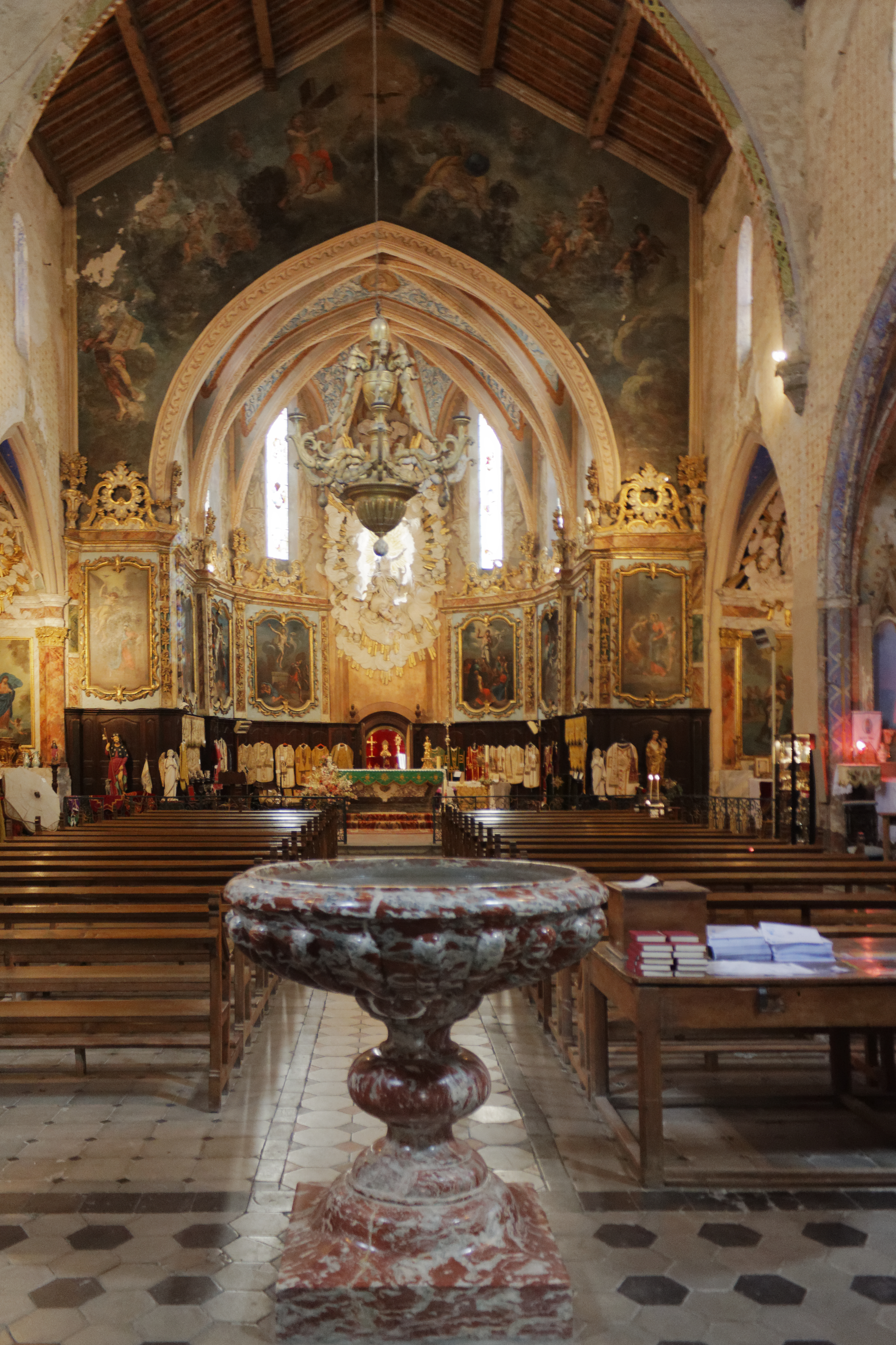
Kirche Notre-Dame – Innenansicht
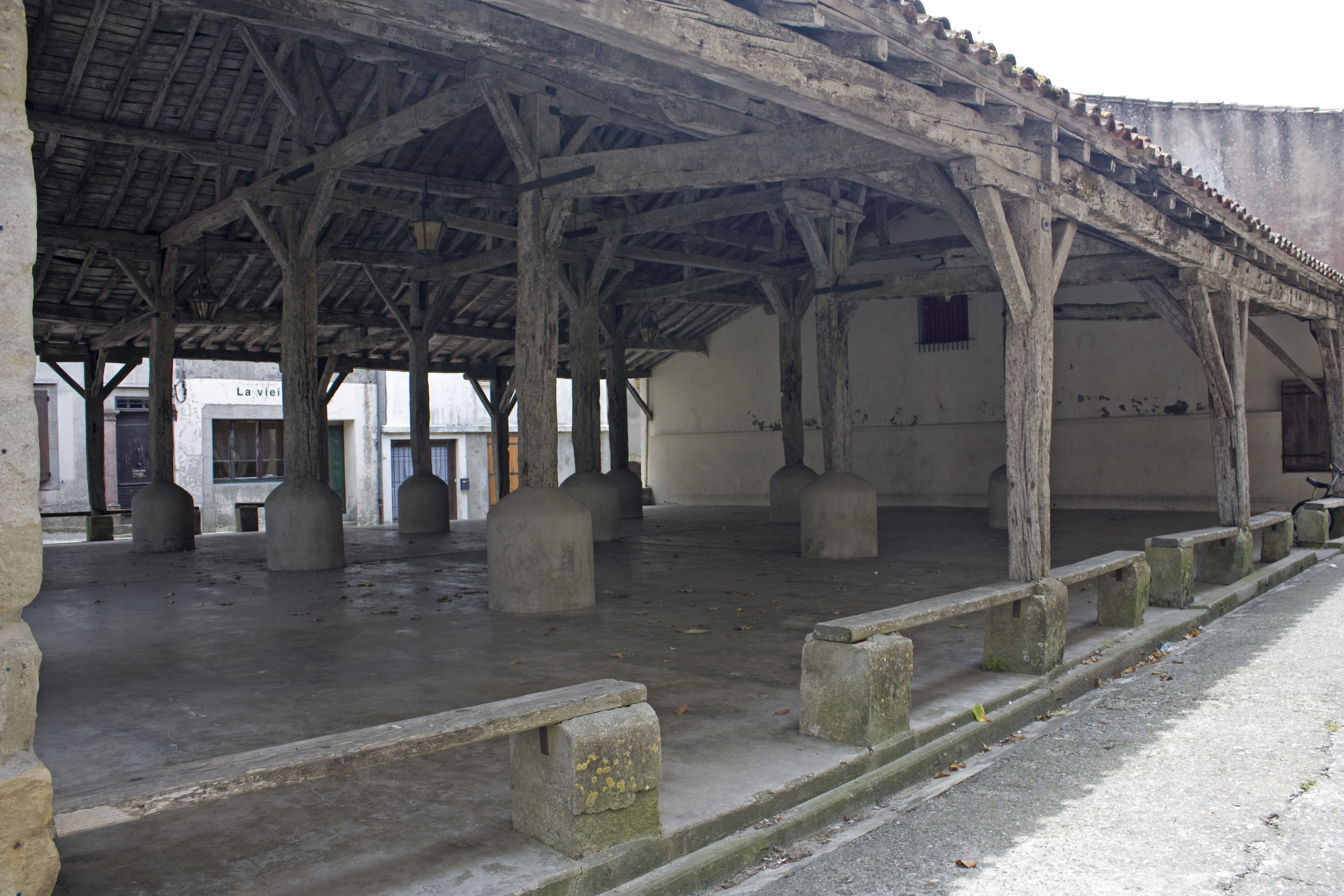
Markthalle
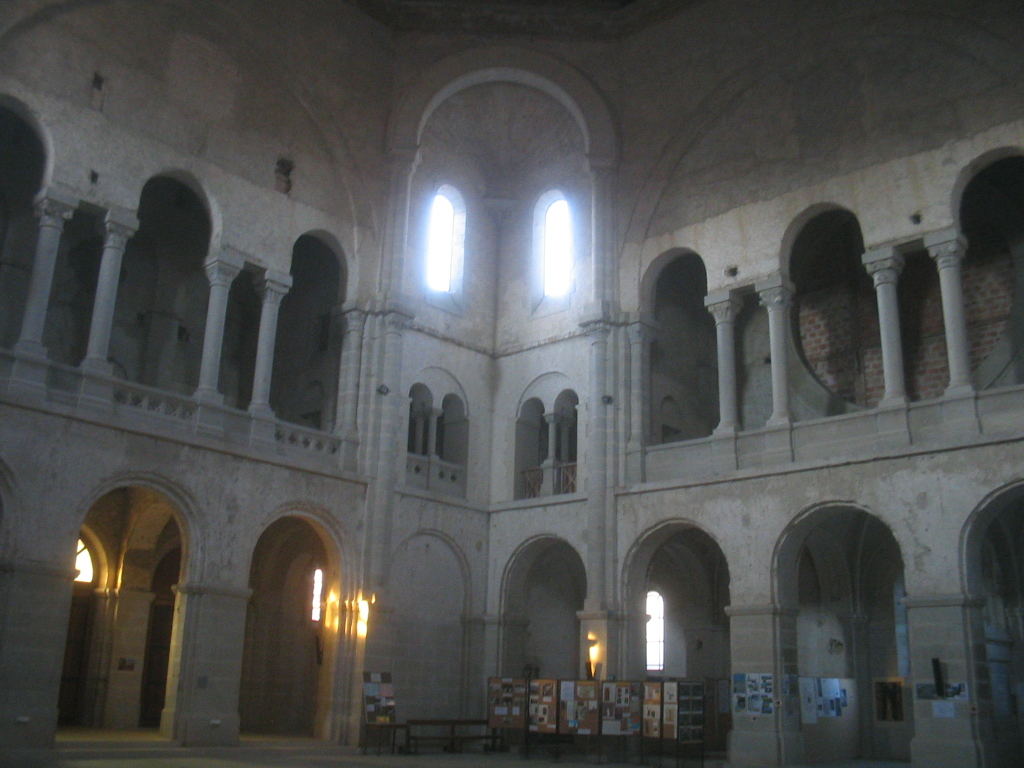
Kloster Prouille – Innenansicht

## Persönlichkeiten
- Pierre Roger de Cabaret († nach 1229), Ritter, Faydit
- Guilhabert de Castres (um 1165–um 1240), Katharer, Bischof von Toulouse